# Ecuatorial
Ecuatorial est une œuvre écrite par Edgar Varèse entre 1932 et 1934 pour voix de basse, instruments électroniques et ensemble instrumental, dont les paroles proviennent d'un texte sacré Quiché.

## Description
Les paroles sont issues d'un texte sacré de la tribu Quiché, peuple Maya, le Popol Vuh, traduit en espagnol par le père dominicain Francisco Ximénez en 1707. Il s'agit d'une invocation aux dieux créateurs.
Elle a été composée entre 1932 et 1934 à New York, soit un peu plus d'un an après Ionisation. Il s'agit d'une des premières tentatives de mêler des appareils électroniques à des instruments traditionnels. La première version utilisait deux thérémines, appareils jouant avec les interférences causées par des mains sur une antenne. La version définitive utilise les ondes Martenot.
L'œuvre a été créée à New York le 15 avril 1934 par Chase Baromeo sous la direction de Nicolas Slonimsky. Dans cette version, Varèse faisait appel à une seule voix de basse, mais le chanteur, Chase Baromeo, dut être amplifié par haut-parleur. Depuis la seconde version du compositeur, en 1961, l'œuvre est plus souvent confiée à un chœur de basses.

## Instrumentation
| Cuivres |
| petite trompette en Ré aigu, trompette en Ut, deux trompettes en Si bémol, trois trombones ténors, trombone basse                |
| Claviers |
| Piano, orgues |
| Percussions |
| Timbales, tambours militaires, toms, cymbale suspendue, cymbales, caisse claire, temple-blocks, tambour de Basque, gong, tam-tam |
| Instruments électroniques |
| deux Ondes Martenots |
| Voix |
| Choeur de basses |